# Allondrelle-la-Malmaison
Allondrelle-la-Malmaison – miejscowość i gmina we Francji, w regionie Grand Est, w departamencie Meurthe i Mozela.
Według danych na rok 1990 gminę zamieszkiwało 481 osób, a gęstość zaludnienia wynosiła 35 osób/km² (wśród 2335 gmin Lotaryngii Allondrelle-la-Malmaison plasuje się na 603. miejscu pod względem liczby ludności, natomiast pod względem powierzchni na miejscu 388.).